# Fausto appetente die
Fausto appetente die (en español, Esperando el día feliz) es la séptima y última encíclica del papa Benedicto XV, escrita el 29 de junio de 1921, con ocasión del VII centenario de la muerte de Santo Domingo de Guzmán.

## Santo Domingo de Guzmán y la Orden de los Predicadores
El 6 de agosto de 1921 se cumplía el séptimo centenario de la muerte en Bolonia de Domingo de Guzmán, que había nació en Caleruega, población de la provincia de Burgos (España), hacia el año 1170. Tras sus estudios en las escuelas catedralicias de Palencia, de las que también fue profesor, recibió la tonsura e ingresó como canónigo regular en la catedral de Osma; en 1194 fue ordenado sacerdote. Nombrado vicario general de esa misma diócesis, acompañó al obispo en sus viajes a Dinamarca y Roma. 
En estas circunstancias entiende la necesidad de desarrollar una labor misionera para hacer frente a la herejía albigense; de acuerdo con Inocencio III se instala en el Langedoc, como predicador de los cátaros; allí, en 1215, establece en Tolouse la primera casa masculina de la Orden de Predicadores. En 1216 el papa Honorio III confirma la Orden de Predicadores. 
A la muerte de Domingo de Guzmán su orden estaba claramente estructurada, con más de sesenta comunidades en funcionamiento. Fue canonizado por el papa Gregorio IX en 1234.

## Contenido de la encíclica
Comienza el papa manifestando la ilusión con que espera la celebración del VII centenario de la muerte de Santo Domingo de Guzmán.

Fausto appetente die, cum, abhinc septingentis annis, illud sanctitatis lumen, Dominicus, ex his miseriis excessit ad sedes beatorum, Nobis, qui iamdiu sumusinegentibus ipsius perstudiosis, maxime ex quo Ecclesiae Bononiensis, quae eius religiosissime custodit cineres, inivimus gubernationem,
Estamos anhelantes ante el día feliz en el que, hace setecientos años, Domingo, una gran estrella de santidad, pasó de las miserias terrenales a los asientos de los bienaventurados, Nosotros, que desde hace tiempo hemos estado entre sus más fervientes devotos, especialmente desde que comenzamos a regir Iglesia de Bolonia, que guarda sus cenizas con una muy religiosa piedad.
Inicio de la encíclica Fausto appetente die

Inicia así la encíclica la exposición de la labor que Santo Domingo y la Orden por el fundada han hecho en defensa de la fe. Ante todo señala la atención que puso el santo en predicar el evangelio y, para ello, en formarse en el conocimiento de la doctrina.
El papa destaca tres características de la predicación de Santo Domingo: la solidez de su doctrina, la fidelidad absoluta a la Sede Apostólica y una devoción singular a la Virgen María.
Ante todo Santo Domingo se formó en las ciencias filosóficas y teológicas, en el conocimiento de la Sagrada Escritura y especialmente de San Pablo. Adquirió así una solidez doctrinal que puso de manifiesto en su defensa de las verdades dogmáticas frente a la herejía de los albigenses, obteniendo además, con su elocuencia y caridad que miles de herejes volviesen al seno de la Iglesia. De tal modo comprendió la necesidad de que los miembros de su Orden dispusiesen de una formación teológica que fundó sus conventos cerca de las principales universidades, de modo que sus seguidores pudiesen formarse adecuadamente y que muchos de los estudiantes de esas universidades se uniesen a su orden.
Recuerda el papa a algunos de los santos dominicos célebres por su ciencia y su doctrina:

Ciertamente parece que la misma sabiduría de Dios hablaba a través de la palabra de los frailes dominicos, cuando entre ellos sobresalían grandes predicadores y defensores de la sabiduría cristiana: Jacinto de Polonia, Pedro Mártir, Vicente Ferrer y hombres prestigiosos por su ingenio y su doctrina como Alberto Magno, Raimundo de Peñafort y Tomás de Aquino, ese gran hijo de Domingo, por quien verdaderamente Dios iluminó su Iglesia.
Fausto appetente die, AAS vol. XX, p. 332.

Tras recordar cómo la Iglesia hizo suya la doctrina de Santo Tomás, y las alabanzas con que lo han distinguido los Pontífices, el papa se refiere al profundo respeto y devoción que tuvo Santo Domingo por la Sede Apostólica; una herencia que han recogido los miembros de su Orden, de entre los que la encíclica destaca el papel desempeñado por Catalina de Siena en el regreso del papa a la sede de Roma, y su trabajo por mantener en la fe y en la obediencia al papa durante el cisma de occidente.
Al recordar los papas que la Orden de Predicadores ha proporcionado a la Iglesia, la encíclica se detiene en San Pío X y en los servicios que 

al cristianismo y la sociedad civil uniendo, tras persistentes exhortaciones, en un pacto a las fuerzas militares de los príncipes católicos que derrotaron para siempre, en las islas Equinadas, a las fuerzas de los turcos con la protección y la ayuda de la Virgen Madre de Dios, a quien, después de ese suceso, ordenó que se invocara como Auxilio de los cristianos.
Encíclica Fausto appetente die, AAS vol. XX, p. 333.

El papa toma ocasión de este hecho para extenderse en la devoción de Domingo de Guzmán hacia la Virgen, a quien acostumbró a dirigirse con estas palabras: «Considérame digno de poder alabarte, oh Santísima Virgen; dame fuerza contra tus enemigos»; y personalmente, y a través de sus religiosos difundió la oración del Santo Rosario. Una devoción que ha sido repetidas veces recomendada por los papas.
Benedicto XV dedica el final de su encíclica para alentar a los miembros de la Orden de Santo Domingo para renovarse con motivo de este centenario en las enseñanzas de su Fundador, aplicándose cada día con más celo a la predicación de la palabra de Dios, de modo que aumente en los cristianos la devoción al sucesor de San Pedro y la piedad a la Virgen María; tarea para la que la Iglesia también confía en los terciarios dominicos. Termina el papa pidiendo a todos los seguidores de Santo Domingo que cuiden en todos los lugares que el pueblo cristiano se acostumbre al rezo del rosario, considerando que si así sucede la celebración de este centenario habrá sido especialmente fructífera.